# Minoritățile etnice din Polonia

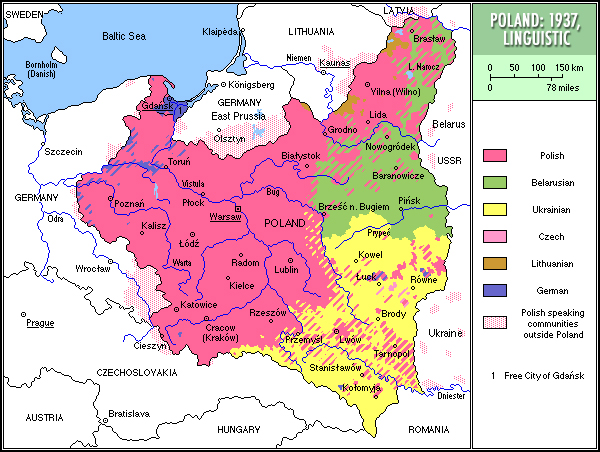
Harta lingvistică a Poloniei în 1937

Ca rezultat al Holocaust-ului din cel de-al Doilea Război Mondial, Polonia a devenit aproape omogenă din punct de vedere etnic. Granițele schimbate radical, deportările ordonate de autoritățile sovietice, care doreau mutarea minorităților poloneze din Lituania, Belarus și Ucraina și deportările ucrainenilor din Polonia toate au avut efect (vezi Schimbările teritoriale ale Poloniei și Istoria demografică a Poloniei).

## Demografie
La Recensământul polonez din 2002, 96,7% din populația din Polonia s-au declarat de naționalitate poloneză, iar 97,8% declară că vorbesc limba poloneză acasă.  
La recensământul din 2011, 1,44% din cei de 39 milioane de locuitori ai Poloniei au declarat a fi descendenți de altă origine decât cel polonez. Acest număr include 418.000 persoane care au declarat că sunt silezieni ca o identificare național-etnică (362.000 ca etnie unică și 391.000 a doua etnie) și 17.000 cașubi (16.000 cașubi ca etnie unică). Minoritățile recunoscute numără 0,3% din populație: 49.000 germani (26.000 ca etnie unică), 36.000 de ucraineni (26.000 ca etnie unică), 7.000 Lemkos (5.000 ca etnie unică), 37.000 belarușii (31.000 ca etnie unică), 12.000 de persoane de etnie romă (9.000 ca etnie unică), 8.000 ruși (5.000 ca etnie unică). 0,2% din populație sunt cetățeni străini. 
Recensământului din 2002:
- 38230080 - Populația totală din Polonia
- 36983720 - polonezi
- 774885 - Naționalitatea nu este specificată
- 471475 - Non-polonezi, sau multi-etnici

Recensământul polonez din 2011: 
- 38512000 - Populația totală din Polonia
- 36157000 - Numai etnici polonezi
- 951000 - Naționalitatea nu este specificat
- 1.404.000 declarați alte etnii decât cea poloneză fie ca prima sau ca a doua etnie;

842.000 dintre ei  declarau că sunt de etnie:
(52% Silezieni, 93% cașubi, 46% germani, 40% ucraineni), 
640000 au declarat că sunt de naționalitate non-poloneză ca primă naționalitate (562000 au declarat doar că nu sunt de etnie poloneză); 802000 au declarat etnia non-poloneză ca fiind a doua (50% Silezieni, 26% cașubi, 8% germani).
| Etnie      | 2002       | 2011 (prima etnie declarată) | 2011 Total inclusiv a doua etnie decl. |
| ---------- | ---------- | ---------------------------- | -------------------------------------- |
| Silezieni  | 173.153    | 418.000                      | 817.000                                |
| Germani    | 152.897    | 59.000                       | 126.000                                |
| Belaruși   | 48.737     | 36.000                       | 46.000                                 |
| Ucraineni  | 30.957     | \| 49.000                    |                                        |
| Roma       | 12.855     | 12.000                       | 16000                                  |
| Ruși       | 6103       | 8000                         | 13000                                  |
| Lemkieni   | 5863       | 7000                         | 10000                                  |
| Lituanieni | 5846       | 5000                         | 8000                                   |
| Cașubi     | 5062       | 17000                        | 229000                                 |
| Slovaci    | 2001       | 2000                         | 3000                                   |
| Vietnamezi | 1808       | 3000                         | 4000                                   |
| Francezi   | 1633       | 1000                         | 7000                                   |
| Americani  | 1541       | 1000                         | 11000                                  |
| Greci      | 1404       | 1000                         | 3000                                   |
| Italieni   | 1367       | 2000                         | 8000                                   |
| Evrei      | 1133       | 2000                         | 7000                                   |
| Bulgari    | 1112       | ?                            | ?                                      |
| Armeni     | 1082       | 3000                         | 3000                                   |
| Cehi       | 831        | 1000                         | 3000                                   |
| Britanici  | 800        | 2000                         | 10000                                  |
| Tătari     | \|? \| \|? |                              |                                        |

## Minorități

#### Lemkieni/Rusini
La recensământul din 2002 5863 de persoane (5850 cetățeni polonezi s-au declarat Lemkieni, și 62 rusini).
La recensământul din 2011, existau 7.000 de Lemkieni (ca etnie primă) și 10.000 inclusiv cei care au declarat Lemko ca a doua etnie.

#### Cașubi

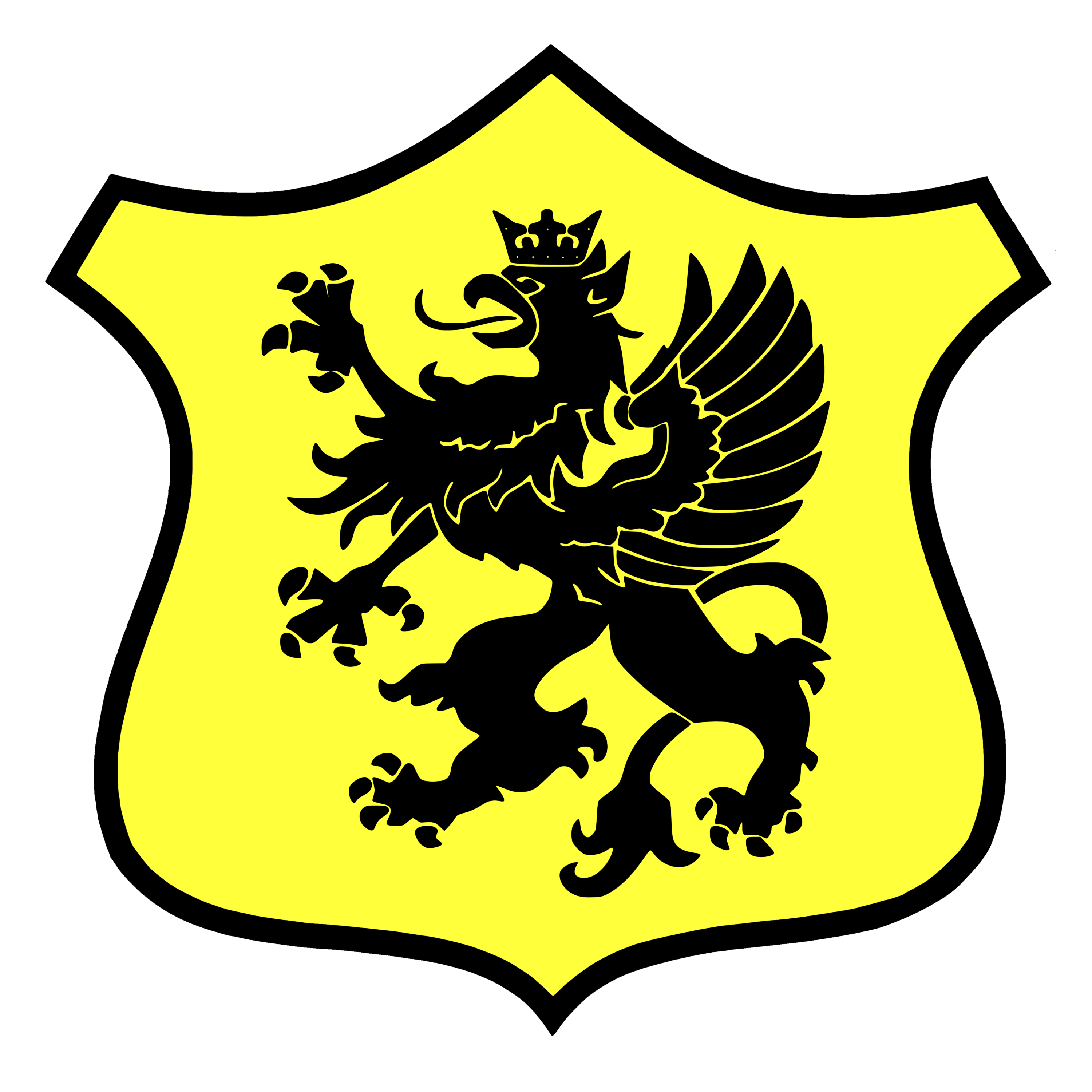
Stema caşubilor

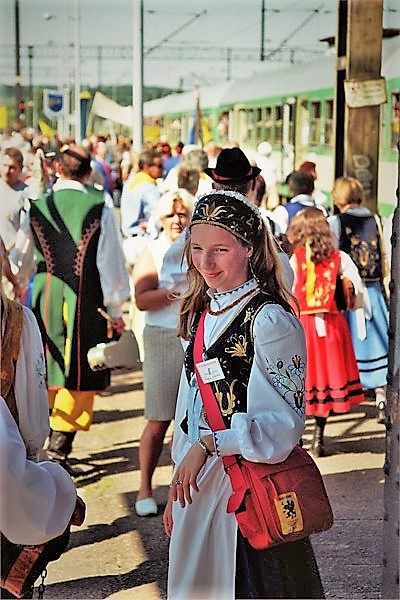
Port caşubian

În Recensământul polonez din 2002, doar 5.100 de persoane s-au declarat de naționalitate cașubă, deși 52.665 au declarat limba cașubă ca limba lor maternă. În zece municipalități, mai mult de 20% din populație vorbește limba cașubă, în conformitate cu aceleași date de recensământ: 
- Chmielno (34,8%),
- Linia (35,5 %),
- Parchowo (22,6%),
- Przodkowo (49,0%),
- Puck (30,9%),
- Sierakowice (39,9%),
- Somonino (30,8%),
- Stężyca (43,2%),
- Sulęczyno (48,6%) și
- Szemud (26,3%) [1]

La recensământul din 2011 cu toate acestea, numărul de persoane care declară "cașubi", ca prima etnie unică a fost de 17.000, iar 229.000 inclusiv cei care au declarat cașuba ca prima sau a doua etnie.

#### Mazurieni
La recensământul din 2002, au existat 46 persoane care s-au declarat mazurieni

#### Silezieni
Se estimează că în Polonia sunt până la 2.000.000 silezieni, deși doar aproximativ 60.000 au declarat că această limbă este limba lor maternă.

#### Armeni
în secolul al XIV-lea în Polonia s-au stabilit aproximativ 50.000 de armeni.
În conformitate cu  recensământul din 2002 în Polonia există 1.082 armeni.
Există încă o biserică armeană în fostul oraș polonez Lwów (în prezent Lviv în Ucraina) cu clerul care predică în limba armeană.

#### Frizoni/Olędrzy
La recensământul din 2002, 109 persoane s-au declarat frizoni, incluzând 39 cetățeni poloni.

#### Belaruși
La recensământul din 2002 48.700 de persoane au declarat că aparțin acestui grup etnic. Ei trăiesc în concentrați la sud și la est de Białystok, în apropierea frontierei cu Belarus.

#### Cehi
Conform recensământului din anul 2002, în Polonia trăiesc 386 cehi,majoritatea în Zelów, lângă granița cehă. Cel mai faimos polonez de origine cehă este pictorul Jan Matejko.

#### Greci
În centrul și sud-estul Poloniei trăiesc 4-5.000 greci  cei mai mulți dintre ei au venit în 1949, după Războiul civil grec.  Se estimează că după acest conflict aproximativ 14.000 de greci au venit în Polonia, stabilindu-se în principal în orașul Zgorzelec în Silezia de Jos. De-a lungul timpului, cei mai mulți dintre ei s-au întors în Grecia sau s-au mutat în Germania.

#### Evrei
Comunitatea evreiască a fost cândva numeroasă, numărând 3.474.000, care au fost uciși aproape în întregime de naziști în timpul Holocaustului, în lagăre de exterminare. Conform recensământului din anul 2002, în Polonia trăiesc în prezent 1.055 evrei.

#### Ruși
Rușii sunt împrăștiați pe teritoriul Poloniei, dar ci mai mulți locuiesc în estul Poloniei. 
Potrivit recensământului din 2002 în Polonia există 3244 ruși

#### Ucraineni
Ucrainenii sunt împrăștiați în diferite raioane în est și nord. La recensământul din anul 2002 27.172 oameni s-au declarat că aparțin acestui grup.

#### Slovaci
Slovaci trăiesc în unele zone din sudul Poloniei, la recensământul din anul 2002 numărul lor era de 1.710 persoane

#### Tătari
Tătarii au sosit în calitate de soldați mercenar început în secolul al 14-lea. Populația tătară a ajuns la aproximativ 100.000 în 1630, dar la recensământul din 2002 a arătat doar 447 de persoane declarate acest naționalitate.

#### Romi
Conform recensământului din anul 2002, în Polonia trăiesc 12.731 romi, dispersați în toată Polonia.

#### Germani
Conform recensământului din anul 2002, în Polonia trăiesc 147.094 germani.